# Hans Abraham Ochs
Hans Wilhelm Abraham Ochs (geboren am 10. Juni 1928 in Köln; gestorben am 30. September 1936 ebenda) wurde im Alter von acht Jahren von einer Gruppe Angehöriger der Hitlerjugend im Kölner Römerpark zusammengeschlagen und starb wenig später an den Folgen.

## Leben
Hans Abraham Ochs war das älteste Kind des jüdischen Angestellten Fritz Ochs und seiner Frau Luise, die vor der Heirat zum Judentum konvertierte. Die Familie bewohnte Anfang der 1930er Jahre eine Wohnung in der Trajanstraße 41, in der Nähe des Römer-/ Hindenburgparks. Der Vater starb 1932.
Am 30. September 1936 ging die Mutter mit ihren beiden Söhnen, der jüngere Sohn Gerhard im Kinderwagen, im Römerpark spazieren. Der achtjährige Hans Abraham sprach im Park einen älteren Jungen an, der sich durch den „Halbjuden Ochs“ provoziert sah. Eine Gruppe von fünf bis sechs Hitlerjungen beschimpfte das Kind, verprügelte es und schlug auf den am Boden liegenden Jungen ein. Das schwer verletzte Kind wurde in das israelitische Krankenhaus an der Kölner Ottostraße eingeliefert, wo es kurze Zeit später starb. In der offiziellen Todesfallanzeige der Chirurgin Trude Löwenstein wurde als Todesursache „Bauchfellentzündung“ eingetragen.
Die Todesanzeige wurde im Jüdischen Gemeindeblatt von Köln im Oktober 1936 mit folgendem Wortlaut aufgegeben:

„Am 30. September 1936, 19 Uhr, wurde mein liebes Kind, unser lieber Bruder, Neffe und Enkel Hans nach kurzer schwerer Krankheit von uns genommen. In tiefer Trauer Frau Witwe Luise Ochs und Anverwandte. Köln, 1. Oktober 1936, Trajanstraße.“

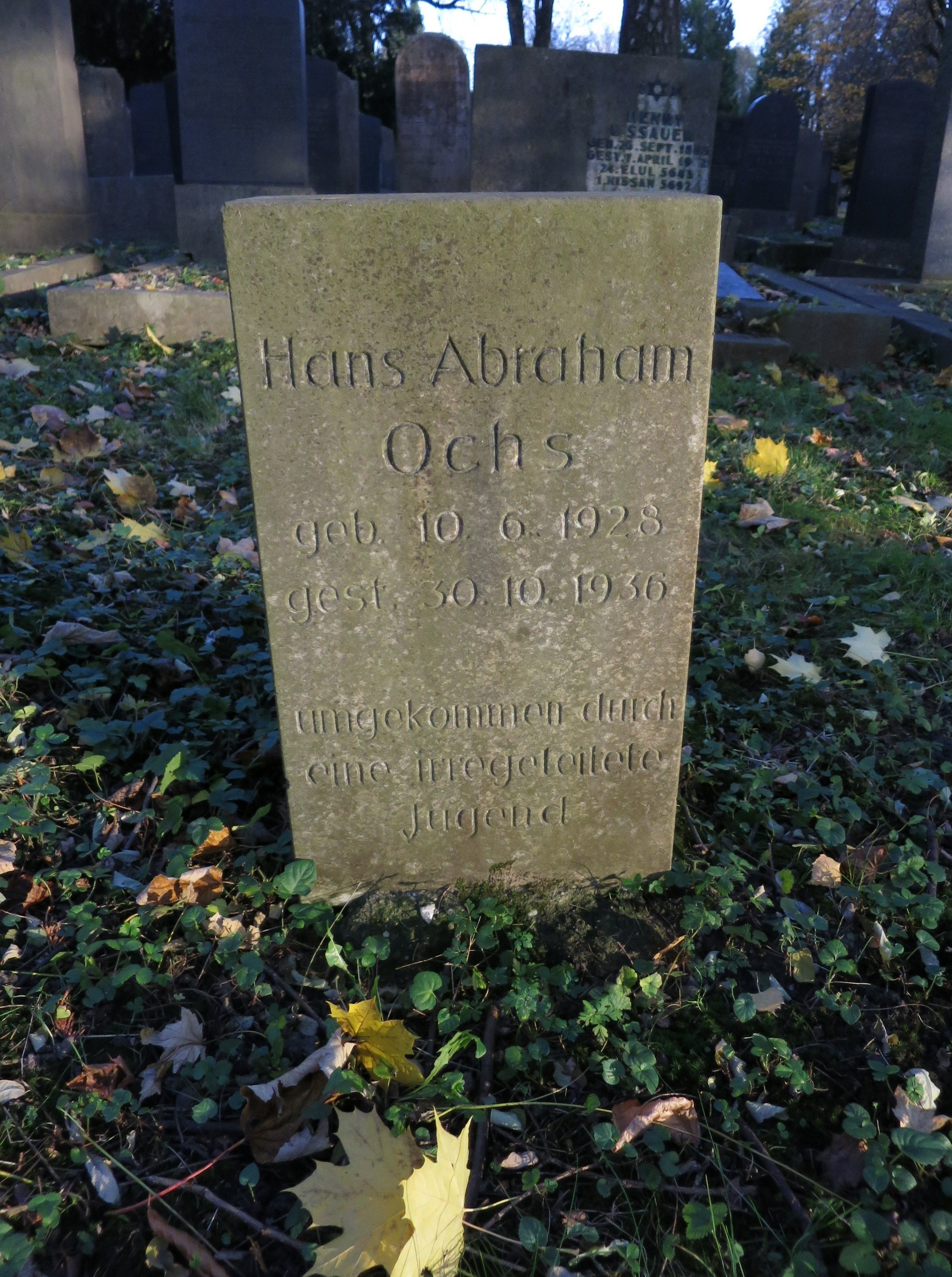
Grab: Hans Abraham Ochs

Hans Abraham Ochs wurde auf dem jüdischen Friedhof in Köln-Bocklemünd (Flur 16b Nr. 7) beerdigt. Sein Grabstein trägt die Inschrift: „Hans Abraham Ochs. Umgekommen durch eine irregeleitete Jugend.“ Es wird angenommen, dass die erklärende Inschrift erst nachträglich angebracht wurde. Der Monat des  Todes ist falsch angegeben.
Die Mutter zeigte die Tat – offensichtlich aus Angst vor Repressalien – nicht an, und das Verbrechen geriet in Vergessenheit und bleibt ungesühnt. Ihren jüngeren Sohn Gerhard gab sie kurze Zeit später aus Sorge um seine Zukunft zu einer Pflegefamilie in die Niederlande, wo er nachweislich bis Ende der 1990er Jahre lebte.

## Gedenken

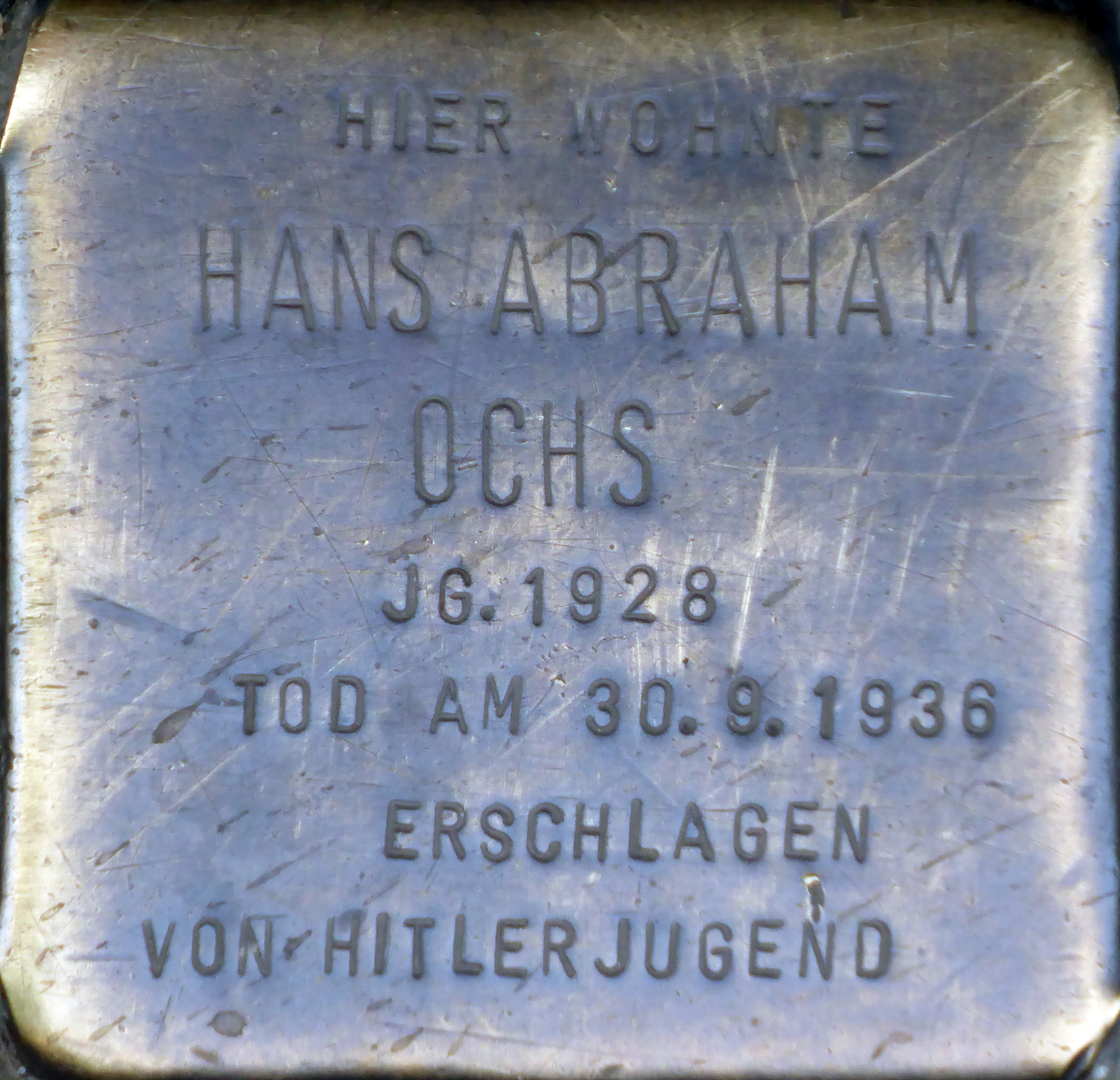
Stolperstein für Hans Abraham Ochs vor dem Wohnhaus Trajanstraße 41

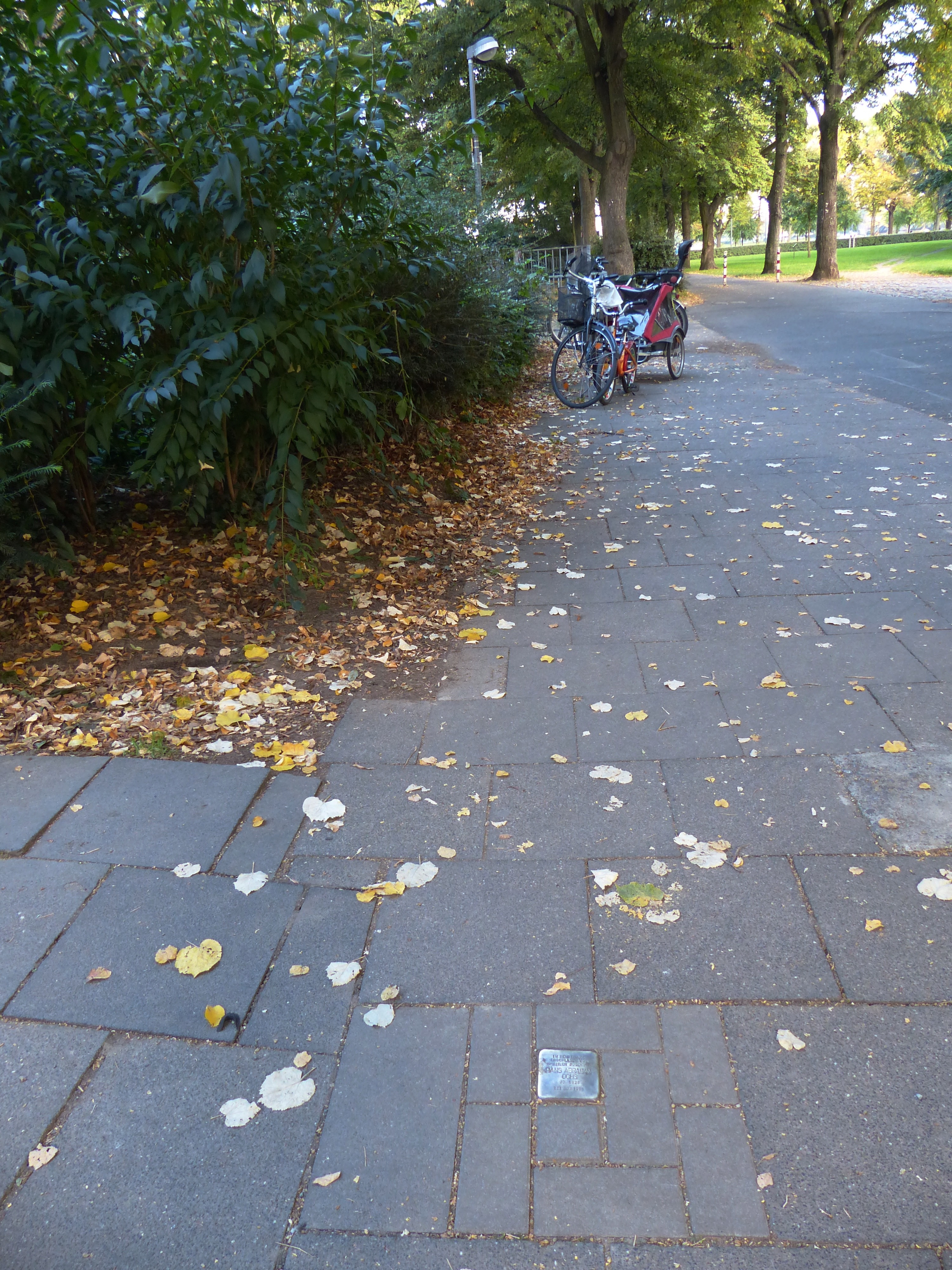
Verlegestelle des Stolpersteins am Römerpark

Im November 1988 begann die Journalistin Kirsten Serup-Bilfeldt das Schicksal des Kindes zu erforschen. Dabei konnte sie auf diverse Zeitzeugenberichte zurückgreifen. Hans Abrahams Onkel Henry, der ebenfalls in Köln gelebt hatte, emigrierte bereits vor der Tat, kehrte jedoch zum Begräbnis 1936 kurzfristig nach Köln zurück. Ende der 1990er Jahre lebte er in einem jüdischen Altersheim in Laguna Hills, Kalifornien.
Das NS-Dokumentationszentrum Köln erinnerte 2009 in der Ausstellung Erinnern – Eine Brücke in die Zukunft. Ausstellung von Arbeiten zum 12. Jugend- und Schüler-Gedenktag 2009 an das Schicksal von Hans Abraham Ochs.
Die Initiative Öffentlichkeit gegen Gewalt, die von Ralph Giordano, Dieter Wellershoff und Alphons Silbermann unterstützt wurde, setzte sich für ein öffentliches Mahnmal ein, das an Hans Abraham Ochs erinnern sollte. Im Oktober 2001 wurde zunächst inoffiziell ein Weg durch den Römerpark nach dem Jungen benannt.
Im September 2002 wurde – auch aufgrund des großen öffentlichen Interesses – von der Bezirksvertretung Köln-Innenstadt beschlossen, im Friedens-/Römerpark eine Straße offiziell nach Hans Abraham Ochs zu benennen.
Der Künstler Gunter Demnig verlegte vor dem letzten Wohnort in der Trajanstraße 41 sowie im Römerpark Stolpersteine zum Gedenken an ihn.
Das Schicksal des Achtjährigen wurde vom Filmemacher und Hörspielautor Georg Wieghaus in einem Kurzfilm für den WDR und einem Hörspiel aufgearbeitet.